# Alan Kulwicki
Alan Dennis Kulwicki (ur. 14 grudnia 1954 w Greenfield w Wisconsin, zm. 1 kwietnia 1993 w Blountville) – amerykański kierowca wyścigowy polskiego pochodzenia, mistrz serii NASCAR z 1992. Znany także jako „Special K” lub „Polish Prince” (polski książę).
Karierę wyścigową zaczął od startów na krótkich torach wyścigowych w Wisconsin. Później przeszedł do regionalnych wyścigów Stock carów. Trafił do wyścigów Nascar nie posiadając żadnych sponsorów i z mocno ograniczonym budżetem. W Winston Cup zadebiutował w 1985. Pierwszy wyścig wygrał na torze Phoenix International Raceway, gdzie wykonał tak zwane „Polish Victory lap”, przejeżdżając pokazowe okrążenie w przeciwnym kierunku. W 1992 wygrał mistrzostwa Winston Cup, głównej serii Nascar. Zginął w 1993 w wypadku samolotu. Ścigał się dla zespołu AK Racing.

## Życie prywatne
Alan Kulwicki urodził się w Greenfield w stanie Wisconsin, miasteczku na przedmieściach Milwaukee mocno związanym z Polakami i położonym nieopodal toru wyścigowego Milwaukee Mile. Obaj jego dziadkowie byli Polakami urodzonymi w ówczesnym zaborze Pruskim. Polskie korzenie miała także Anna Kulwicki, babka ze strony ojca, do której Alan przeprowadził się z ojcem po śmierci matki, Margaret Kulwicki. Gdy Alan chodził do siódmej klasy, Anna Kulwicki zmarła, a rok później na hemofilię zmarł jego jedyny brat, Kenneth. Kulwicki uczęszczał do Pius XI High School, wyższej szkoły katolickiej w Milwaukee. W 1977 otrzymał stopień „Bachelor of Science” inżynierii mechanicznej na uniwersytecie Wisconsin–Milwaukee.

## Kariera

### 1967–1984
Alan Kulwicki rozpoczął starty w wyścigach w wieku 13 lat. Jak wielu kierowców, pierwsze kroki stawiał w kartingu. Jego ojciec budował silniki dla zespołu Norma Nelsona i Rogera McCluskey startującego w wyścigach USAC (United States Automobile Club).
W 1973 wygrał klasyfikację debiutantów na torze Hales Corners Speedway, a w następnym roku, na tym samym torze, miał już szansę startować najmocniejszymi i najbardziej skomplikowanymi stock carami, samochodami late models. Tego samego roku wygrał wyścig na Speedway Leo w Oshkosh. W 1977 skończył starty na dirt ovalach i zaczął ścigać się na torach z asfaltową nawierzchnią. Nawiązał współpracę z inżynierem Gregiem Kriegerem, którego samochody odznaczały się większą sztywnością nadwozia. Umożliwiło to lepsze panowanie nad samochodem, a co za tym idzie, większą prędkość, dzięki czemu Kulwicki wygrał mistrzostwa na torze Slinger Super Speedway. W następnym roku, poza mistrzostwami na torze Slinger, dołączył także do mistrzostw na obiekcie Wisconsin International Raceway, gdzie ukończył mistrzostwa jako trzeci wśród debiutantów. Kolejne dwa lata przyniosły dwa zwycięstwa w mistrzostwach na torze Winsconsin. W 1979 Kulwicki dołączył do serii USAC Stock Car series oraz American Speed Association, gdzie startował także w 1980, jeszcze jako amator. W tej drugiej serii poznał swojego przyjaciela, a także przyszłego mistrza Nascar, Rusty Wallace’a. W 1982 i 1985 zakończył mistrzostwa na trzecim miejscu, zdobywając podczas wszystkich swoich startów 5. zwycięstw oraz 12. pole position.
W 1984 Alan Kulwicki rozpoczął starty w serii Busch Grand National Series, obecnie Xfinity Series. W swoim pierwszym wyścigu na torze Milwaukee Mile zajął drugie miejsce. Wyścig w Charlotte ukończył na siódmym miejscu, a w Bristol na piątym. Sezon ukończył z 377 punktami na 50. miejscu, ale wystartował tylko w 4. z 29. wyścigów w sezonie. W następnym roku wystartował w zaledwie dwóch wyścigach. Zajął szesnaste miejsce w otwierającym sezon wyścigu na Daytonie. Zdobył także pole position do wyścigu w Milwaukee, ale ukończył go na 14. pozycji. W 1984 Bill Terry zaproponował Kulwickiemu kilka startów w Winston Cup.

### 1985
W 1985 Kulwicki przeprowadził się do Charlotte, a Terry umożliwił Kulwickiemu 5 startów w jego zespole Fordem z numerem 32. Jego debiut miał miejsce na torze Richmond International Speedway. Ukończył wyścig na 19. pozycji. Podczas następnego wyścigu, na Dover International Speedway został sklasyfikowany na 21. pozycji tracąc 88. okrążeń do zwycięzcy. Na torze Charlotte Motor Speedway był trzynasty. Wyścig na torze North Carolina Motor Speedway zakończył na 27. pozycji, z powodu awarii skrzyni biegów. Kolejny wyścig, na torze Atlanta International Raceway ukończył na 22. miejscu. Zdobył 509 punktów, co dało mu 40. miejsce w klasyfikacji generalnej.

### 1986
Sezon 1986 był jego pierwszym sezonem w Winston Cup. W trakcie tego sezonu Bill Terry wycofał się ze swoim zespołem, dlatego Kulwicki założył własny zespół, AK Racing. Sam prowadził swój zespół i był w nim kierowcą, szefem, właścicielem i szefem mechaników. Kulwicki startował mając do dyspozycji jeden samochód oraz dwa silniki na cały sezon. Wziął udział w 23 z 29 wyścigów. Został sklasyfikowany w 20. Cztery razy ukończył wyścig w pierwszej dziesiątce. Na Martinsville Speedway był czwarty, na torach Daytona International Speedway i Bristol dziesiąty, a na Dover International Speedway siódmy. Ukończył sezon na 21. miejscu z 2705 punktami, co dało mu zwycięstwo w klasyfikacji debiutantów.

### 1987
W 1987 Kulwicki pozyskał nowego sponsora, którym była firma Zerex. Na torze wywalczył pierwsze pole startowe do wyścigu w Richmond. Wyścig ukończył na szóstym miejscu. Na North Wilkesboro Speedway był czwarty, a na owalu w Bristolu piąty. Do wyścigu na Pocono Raceway startował z drugiego pola i miał duże szanse na zwycięstwo, ale na ostatnim okrążeniu wyprzedził go Dale Earnhardt. Mimo to, zajął w dotychczasowych startach najlepsze (drugie) miejsce. Zdobył także pierwsze pole startowe do wyścigów na torach Richmond i Dover. Zakończył sezon z 3. pierwszymi polami startowymi, finiszując 3. razy w pierwszej piątce, a 9. w pierwszej dziesiątce. Zdobył 3238 punktów, które pozwoliły mu zająć 15. miejsce w klasyfikacji generalnej.

### 1988

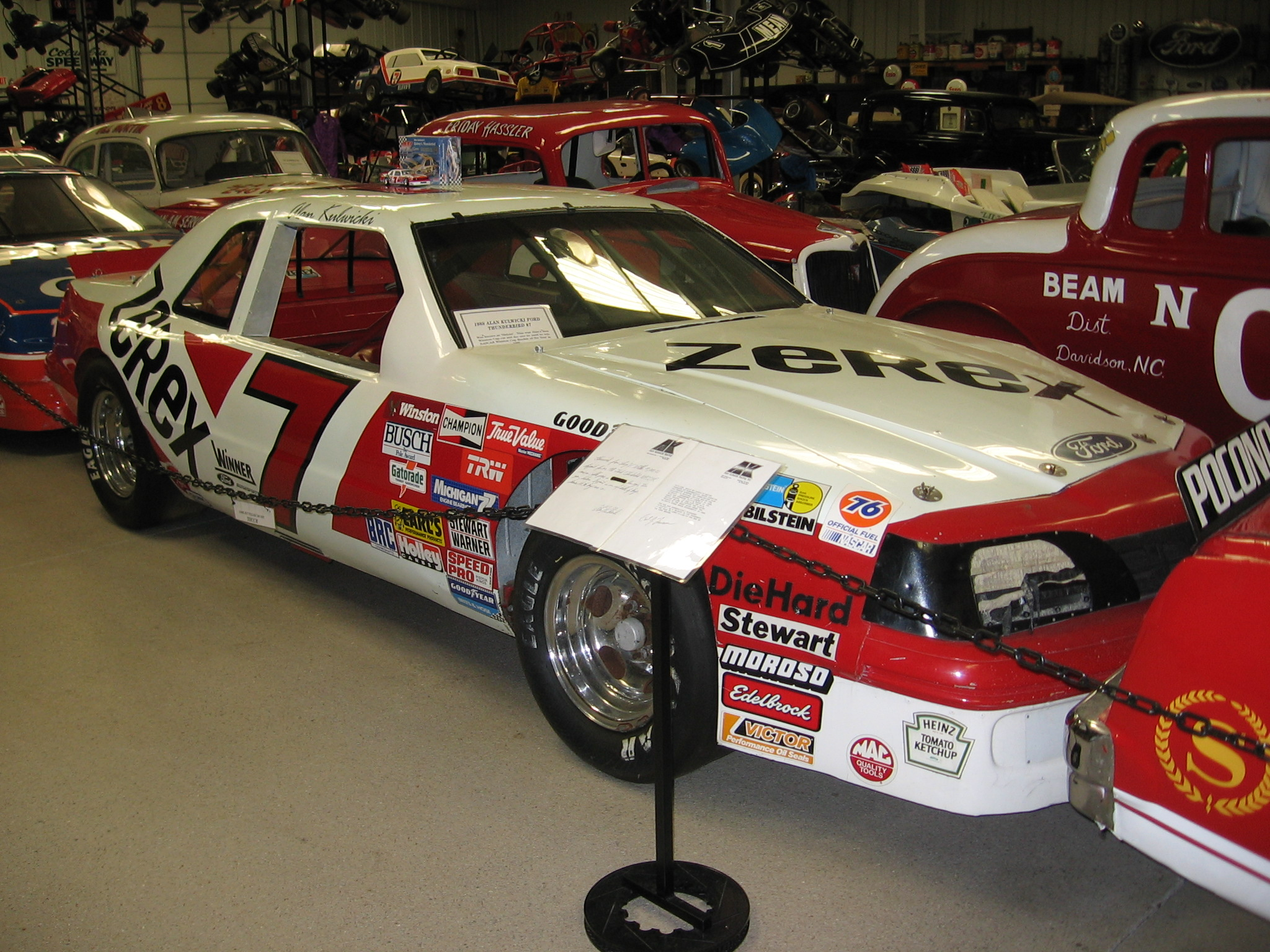
Samochód Kulwickiego z 1988 roku

W 1988 Kulwicki zatrudnił Paula Andrewsa jako szefa zespołu. Zarekomendował mu go Rusty Wallace w 1987. Sezon rozpoczął 32. pozycją w Daytonie 500. Zajął 3. miejsce na Rockingham, na Darlington był drugi, a na Charlotte trzeci. Wywalczył pierwsze pole startowe do wyścigów na Dover, Pocono i Bristol, a wyścigi te ukończył na pozycjach 3, 27 (awaria silnika) i 5. Na Richmond także był piąty, a podczas drugiego w sezonie wyścigu na Martinsville zajął drugie miejsce. Na Charlotte zdobył pole position, ale z powodu wypadku dojechał na 28. pozycji. Do wyścigu na Phoenix International Raceway zakwalifikował się na 21. pozycji. Wygrał przedostatni wyścig sezonu z przewagą 18,5 sekundy. Uczcił to słynnym „Polish Victory Lap”. Polegało ono na przejechaniu okrążenia honorowego pod prąd. Sezon zakończył ze zdobytymi dwoma pole position i jednym zwycięstwem. Siedem razy był w pierwszej piątce, dziewięć w pierwszej dziesiątce. Zdobył 3176 punktów i zajął 14. miejsce w klasyfikacji generalnej.

### 1989

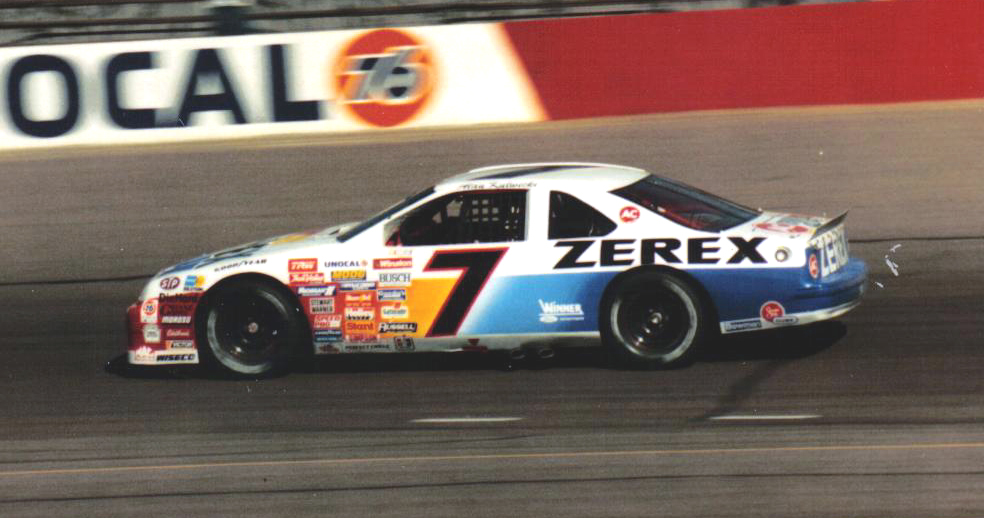
Alan Kulwicki na torze Phoenix

Sezon rozpoczął się od siódmego miejsca Kulwickiego na Daytonie. W kolejnym wyścigu był drugi. Na torze Atlanta wywalczył pole position. W wyścigach na Richmond i North Wilkensboro zajął drugie miejsce. Na Charlotte zdobył kolejne Pole position. Podczas drugiego wyścigu sezonu na Daytonie był piąty. Na torze Bristol pierwsze pole startowe pozwoliło mu zająć drugie miejsce w wyścigu. Wyścig na Darlington, mimo pole position, zakończył na 32. pozycji, co było spowodowane kolejną awarią silnika. Zdobył także pole position na torach Rockingham i Atlanta, nie odniósł jednak większych sukcesów w tych wyścigach. Głównym problemem złych wyników była awaryjna jednostka napędowa. Nie ukończył dziewięciu wyścigów, z czego sześciokrotnie z powodu awarii silnika. Sezon ukończył jednak znowu na czternastej pozycji zdobywając 3236 punktów. Wyścig w pierwszej piątce ukończył pięć razy, a dziewięć razy w pierwszej dziesiątce.

### 1990
W 1990 Junior Johnson zaproponował Kulwickiemu starty w swoim zespole, lecz Kulwicki odmówił. Pierwsze duże osiągnięcie przyszło w piętnastym wyścigu sezonu. Było nim drugie miejsce podczas drugiego w sezonie wyścigu na Daytonie. Na Talladega Superspeedway był czwarty, a do wyścigu Champion 400 na torze Michigan International Speedway zdobył pole position. Wyścig ukończył jednak na jedenastej pozycji. Na torze Darlington był trzeci. Do wyścigu na Rockingham startował z trzeciej pozycji. W wyścigu tym odniósł drugie zwycięstwo w swojej karierze. Sezon zakończył z jednym zdobytym pole position i jednym zwycięstwem. Pięć razy był w pierwszej piątce, a trzynaście w dziesiątce. Zdobył 3599 punktów, które dały mu siódme miejsce w klasyfikacji generalnej. Do następnego zawodnika w klasyfikacji tracił zaledwie 2 punkty.

### 1991

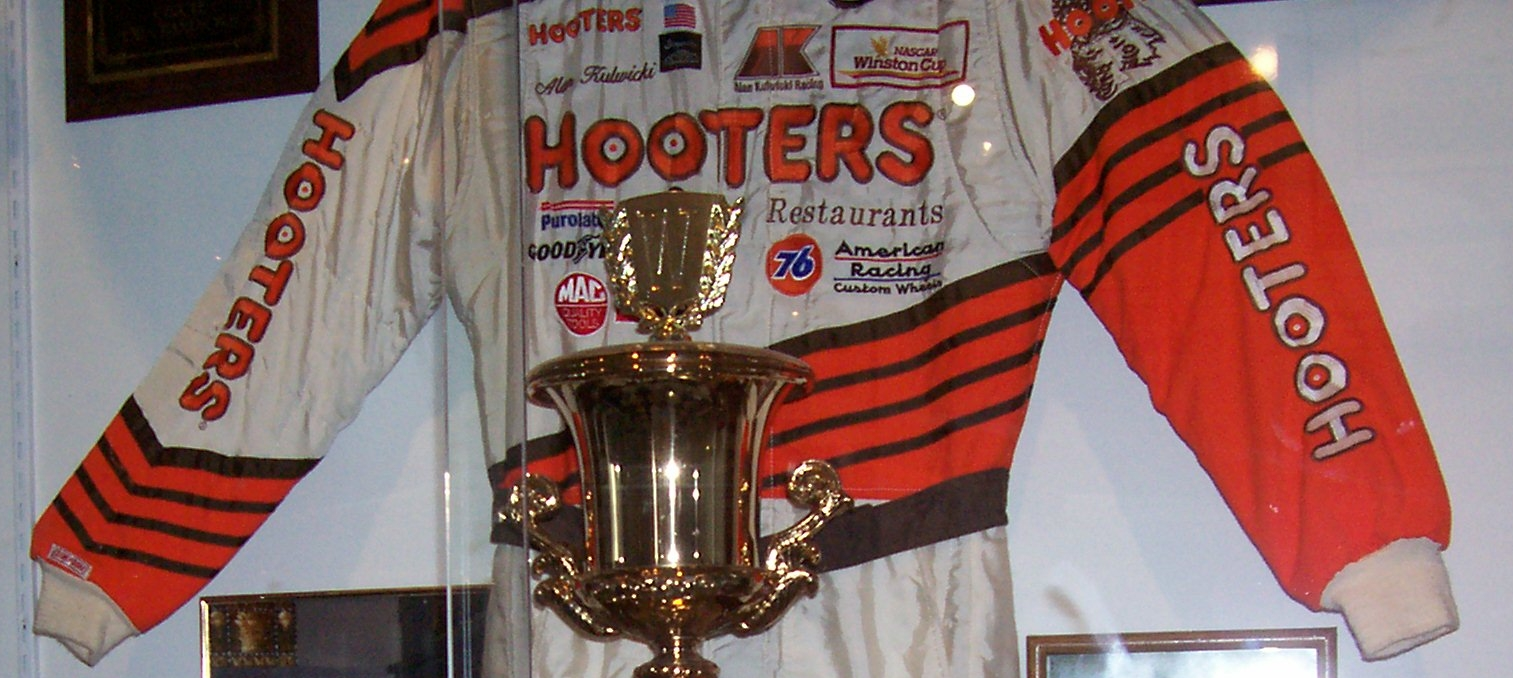
Kombinezon Kulwickiego

Firma Zerex w 1991 wycofała się ze sponsorowania zespołu Kulwickiego. Junior Johnson, który wystawił w tym roku dwa samochody, ponownie zaproponował Kulwickiemu posadę kierowcy wyścigowego wartą 1. milion dolarów. Odmówił jednak, licząc, że uda mu się podpisać umowę z producentem kawy, Maxwell House. Tak się jednak nie stało, a Johnson zrezygnował z drugiego samochodu. Alan Kulwicki rozpoczął sezon bez sponsorów, płacąc z własnych pieniędzy. Jednak, w pierwszym wyścigu sezonu, Daytonie 500 wystartowało pięć samochodów pomalowanych w barwy różnych oddziałów amerykańskiej armii w celu pokazania poparcia dla działań wojskowych Stanów Zjednoczonych w Zatoce Perskiej. Jeden z tych samochodów należał do Kulwickiego. Umowa z armią amerykańską była jednak umową na jeden wyścig. Po ósmym miejscu Kulwickiego w pierwszym wyścigu przez kolejne dwa samochód nie miał żadnych reklam sponsorów. Wyścigi te ukończył na piątej i siedemnastej pozycji. Do kolejnego wyścigu, na torze Atlanta Motor Speedway, wywalczył pierwsze pole startowe. Sponsorowany przez sieć restauracji Hooters, Mark Stahl nie zakwalifikował się do wyścigu. Firma podpisała z nim umowę na jeden wyścig. Jednak Kulwicki ukończył wyścig na ósmej pozycji, a Hooters podpisał z nim długoterminową umowę. Na Torach Pocono i Michigan wywalczył w kwalifikacjach kolejne dwa Pole position w sezonie, ale wyścigi te ukończył odpowiednio na 16. i 8. miejscu. Odniósł jednak trzecie w swojej karierze zwycięstwo w kolejnym wyścigu, na torze Bristol, do którego startował z piątej pozycji. Zdobył jeszcze jedno pole position na Dover, a także trzecie miejsce na Charlotte i czwarte na Phoenix. Sezon ukończył na trzynastym miejscu zdobywając 3354 punkty. Wygrał jeden wyścig, cztery razy kończył w pierwszej piątce, a jedenaście w czołowej dziesiątce.

### 1992

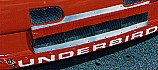
UNDERBIRD

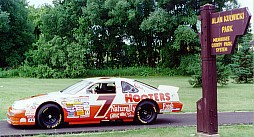
Samochód, którym w 1992 Kulwicki wygrał mistrzostwa, Kulwicki Park

Kulwicki rozpoczął sezon od czwartego miejsca podczas wyścigu Daytona 500. Na Richmond był drugi. Wygrał wyścig Food City 500 na torze Bristol po starcie z pole position. W wyścigu tym walczył o zwycięstwo z Dalem Jarrettem. Wywalczył także pole position do wyścigu na North Wilkesboro, który ukończył na siódmej pozycji. Po starcie z szóstej pozycji wygrał wyścig na torze Pocono. Na torze Michigan i podczas drugiego w sezonie wyścigu na Pocono był trzeci. Wywalczył także pole position do wyścigów na torach Michigan, Dover, North Wilkensboro i Charlotte. Ostatni z tych wyścigów ukończył na drugiej pozycji przegrywając nieznacznie z Markiem Martinem.

W przedostatnim wyścigu lider mistrzostw, Bill Eliott odpadł z wyścigu z powodu problemów z silnikiem, dzięki czemu na powadzeniu znalazł się zwycięzca wyścigu, Davey Allison, a Kulwicki pozostał na drugiej pozycji, dzięki czwartemu miejscu w wyścigu. Ostatni wyścig sezonu rozgrywany na torze Atlanta Motor Speedway ukończył na drugiej pozycji, za Billem Elliotem. Wygrał mistrzostwa z dziesięcioma punktami przewagi nad Elliotem, zdobywając 4078 punktów. Tytuł mistrza świata uczcił drugim polish victory lap. Wygrał dwa wyścigi, jedenaście razy kończył wyścigi w pierwszej piątce, a siedemnaście w dziesiątce. Alan Kulwicki był ostatnim w historii kierowcą który wywalczył tytuł w swoim własnym zespole i pierwszym mistrzem z północy USA. W styczniu 1993 wrócił do Greenfield, swojego rodzinnego miasta.

### 1993
Podczas wyścigu Daytona 500 Kulwicki zajął 26. miejsce. Na torze Rockingham Speedway zajął czwartą pozycję. Trzeci był na Richmond, a w Atlancie zajął 36. miejsce. Na Darlington był szósty. Był to jego ostatni wyścig w karierze. Alan Kulwicki zginął w wypadku awionetki przed wyścigiem Food City 500. Po pięciu wyścigach zajmował dziewiąte miejsce, na koniec sezonu był czterdziesty pierwszy.
W całej swojej karierze wygrał pięć wyścigów, dwadzieścia cztery razy startował z pierwszego pola. Wystartował w 207 wyścigach, 38 ukończył w pierwszej piątce, a 75 w pierwszej dziesiątce. W 1992 wygrał mistrzostwa.

## Wypadek samolotu
W czwartek 1 kwietnia 1993 Alan Kulwicki wracał z krótkiego lotu z Knoxville na lotnisko w Blountville. Przy podchodzeniu do lądowania na lotnisku Tri-Cities Regional Airport samolot rozbił się. W katastrofie zginęło czterech ludzi. Byli to pilot samolotu, Charles Campbell, Dan Duncan, syn właściciela firmy Hooters, Mark Brooks oraz Alan Kulwicki. Narodowa Rada Bezpieczeństwa Transportu uznała za przyczynę katastrofy błąd pilota, który nie użył systemu oczyszczającego silniki z lodu.

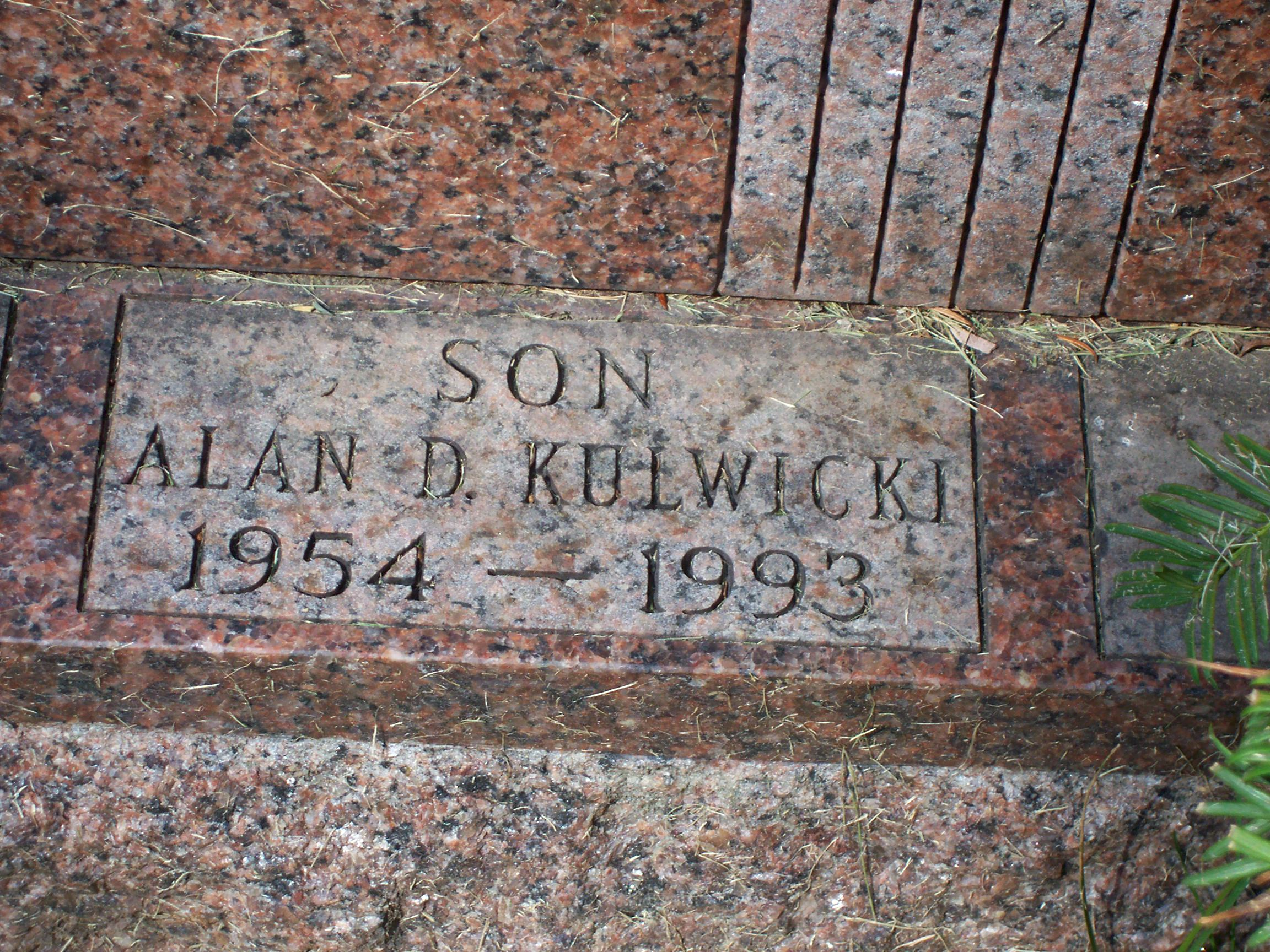
Tablica na nagrobku Alana Kulwickiego

Alana Kulwickiego pochowano na cmentarzu St. Adalbert w Milwaukee. Na pogrzeb przybył prezydent NASCAR, Bill France, a także wielu kierowców wyścigowych.
Samochodem Kulwickiego ścigali się później Jimmy Hensley na owalach, a na torach drogowych specjalista od tego typu obiektów, Tommy Kendall. Po roku 1993 samochód trafił do zespołu Geoff Bodine Racing.
Alan Kulwicki miał wystartować w International Race of Champions jako urzędujący mistrz świata. Wziął udział w dwóch pierwszych wyścigach na torach Daytona i Darlington. Zajął w nich dziewiąte i jedenaste miejsce. Po jego śmierci, w jego imieniu wystąpił Dale Earnhardt w ostatnich dwóch wyścigach (zdobył trzecie i piąte miejsce). Dało to Kulwickiemu piąte miejsce na podium. Jego wygrana została przekazana trzem organizacjom charytatywnym – Kościołowi św. Tomasza z Akwinu, Szpitalowi Dziecięcemu Brennerów oraz funduszowi Winston Cup Racing Wives Auxiliary.

## Uhonorowanie

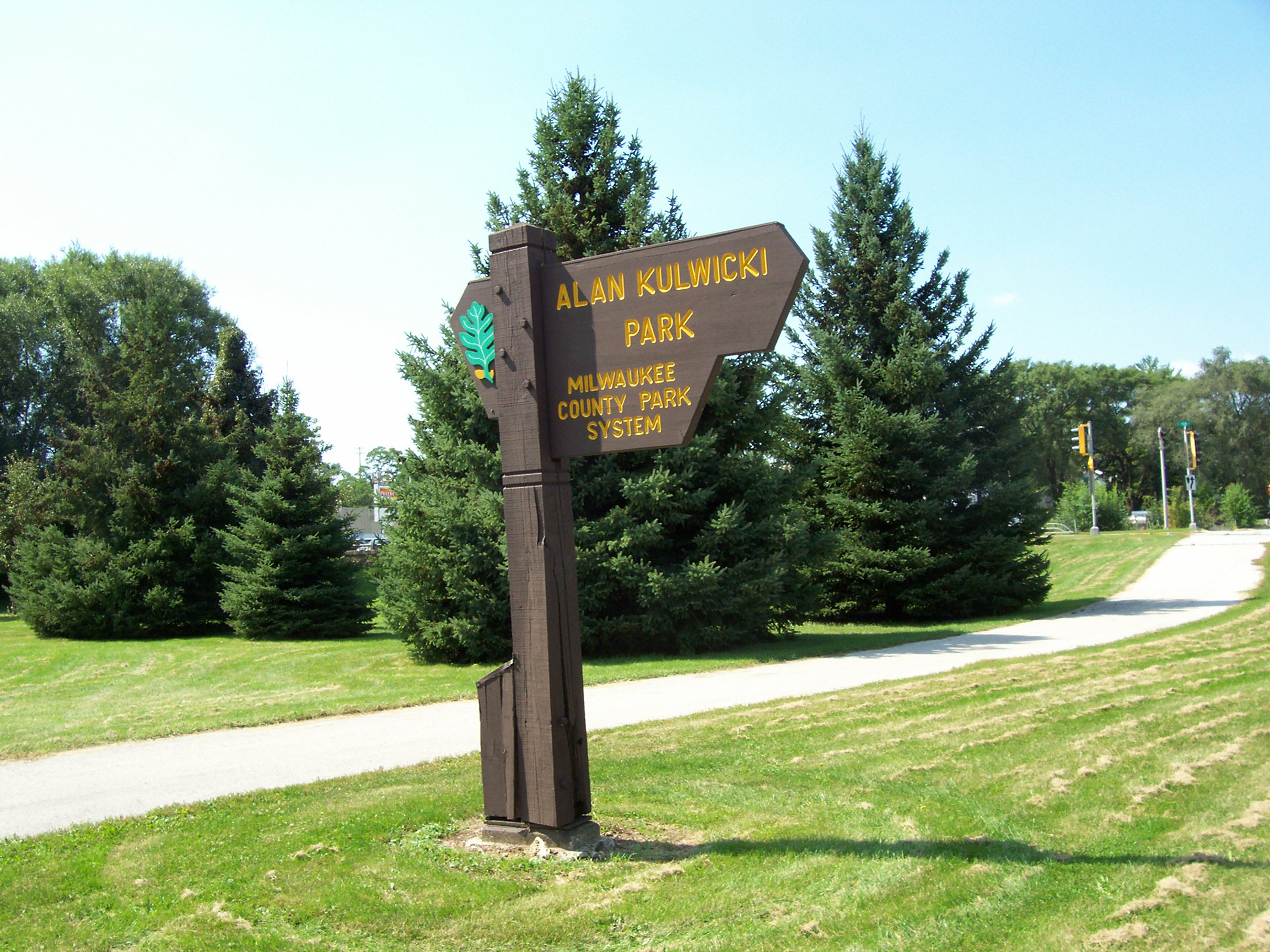
Park im. Alana Kulwickiego

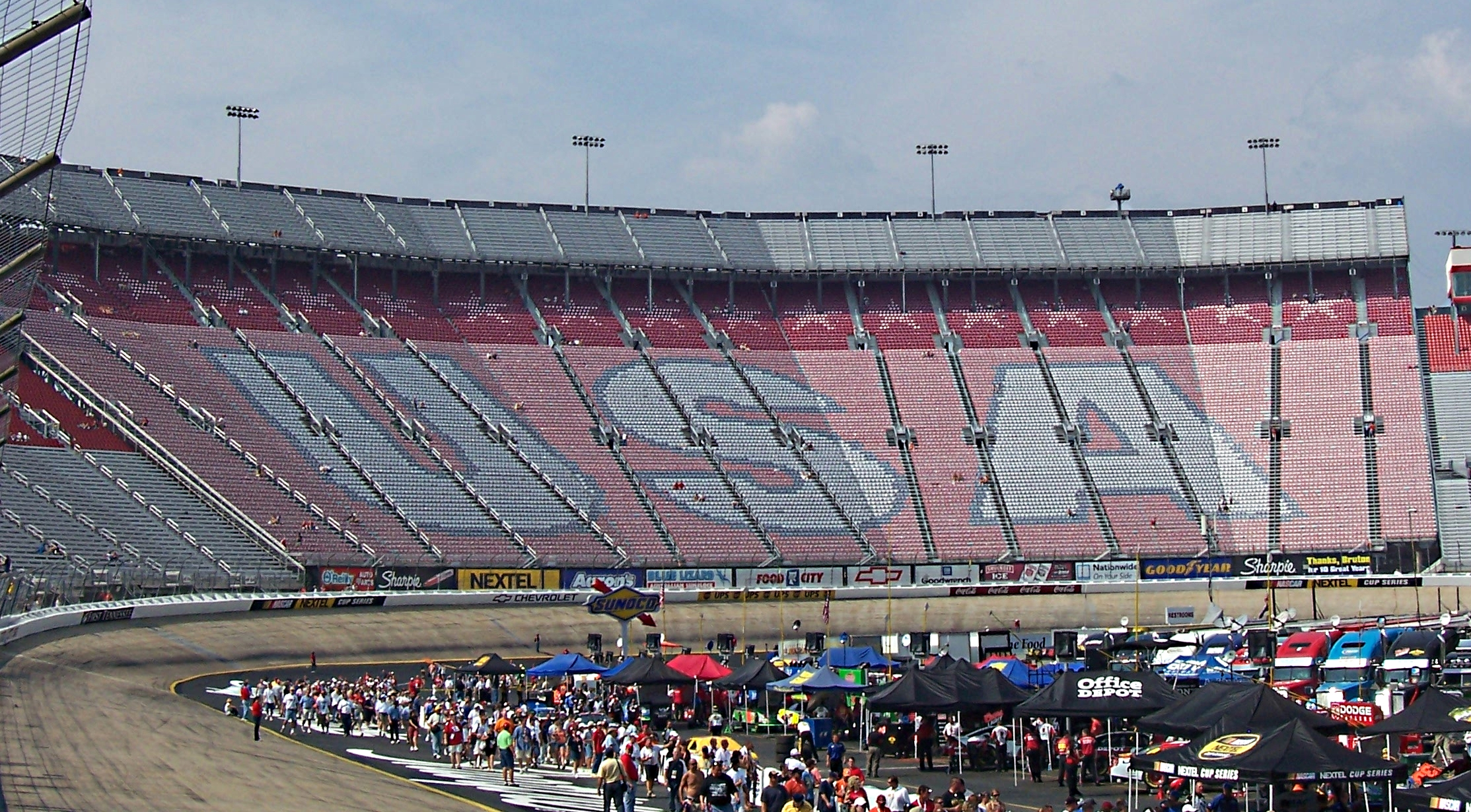
Trybuna im. Alana Kulwickiego na torze Bristol

3 kwietnia 1993 zwycięzca wyścigu Busch Series na torze Bristol, Michael Waltrip wykonał Polish Victory Lap, by uczcić zmarłego dwa dni wcześniej Kulwickiego. Dzień później uczynił to samo zwycięzca wyścigu Winston Cup, Rusty Wallace. Polish Victory Lap było wykonywane wiele razy przez zwycięzców wyścigów Nascar w 1993. W ostatnim wyścigu sezonu zwycięzca wyścigu, Wallace, a także zdobywca tytułu mistrzowskiego wykonali Polish Victory Lap jadąc bok w bok, by jeszcze raz oddać hołd mistrzowi Nascar z poprzedniego roku. Polish Victory Lap wykonał także Paul Menard po zwycięstwie w Busch Series na torze w Millwaukee w 2006. W ten sam sposób zwycięstwo na torze Phoenix świętował rok wcześniej Kurt Busch, a w 2009 na torze w Bristolu Kyle Busch. Polish Victory Lap było także wykonywane w wielu lokalnych wyścigach.
W 1993 Alan Kulwicki został uhonorowany miejscem w Charlotte Motor Speedway Court of Legends, a także w Wisconsin Athletic Hall of Fame.
Na Slinger Super Speedway zorganizowano natomiast w 1994 Memoriał Alana Kulwickiego.
W mieście Milwaukee County w Winsconsin stworzono w 1996 park poświęcony pamięci Alana Kulwickiego. Park o powierzchni 0,11 km kwadratowych znajduje się na skrzyżowaniu Autostrady 100 i Cold Spring Road. Znajduje się w nim także muzeum Alana Kulwickiego zbudowane w Brooks Pavilion.
W 1996 trafił do Talladega-Texaco Hall of Fame, a rok później znalazł się także wśród Bristol Motor Speedway Heroes of Bristol Hall of Fame.
Firma Hooters stworzyła w 1997 mistrzostwa Four Champions Challenge, który miały być hołdem dla ofiar wypadku samolotu, którym leciał Alan Kulwicki.
W 1998 został uznany za jednego z 50 najlepszych kierowców NASCAR (NASCAR’s 50 Greatest Drivers). W 2001 uhonorowano go w National Polish-American Sports Hall of Fame, a w 2002 w International Motorsports Hall of Fame.
Trybunę przy zakrętach jeden i dwa na torze Bristol Motor Speedway oraz taras nad trybuną nazwano imieniem Kulwickiego. 
W 2004 wyścig serii Nationwide Series na torze Milwaukee Mile nazwano „Alan Kulwicki 250”. Zwycięzca tego wyścigu w 2006, pochodzący z Winsconsin Paul Menard wykonał Polish Victory Lap.
Uniwersytet Wisconsin-Milwaukee (UWM) otworzył Alan Kulwicki Memorial Student Center na wydziale inżynierii i nauk matematycznych. Stypendium dla studentów, a także wybudowanie centrum było możliwe dzięki darowiźnie Thelmy H. Kulwickiej, macochy Kulwickiego, która ofiarowała także wiele pamiątek dla centrum.
1 kwietnia 2005 wydano niskobudżetowy film fabularny „Dare to Dream: The Alan Kulwicki Story”. Opowiada on o początkach jego kariery, startach w Nascar i śmierci. Film został stworzony przez jego fanów z Winsconsin. Gwiazda filmu, Brad Weber, był fanem Kulwickiego. W 2009 ojciec Dale Grubba, kapłan, który prowadził pogrzeb Alana Kulwickiego, wydał biografię swojego przyjaciela, zatytułowaną „Alan Kulwicki: NASCAR champion Against All Odds”, opartą na filmie.
W 2010 znalazł się w Motorsports Hall of Fame w Detroit Science Center.
W maju 2014 rodzina Kulwickiego ogłosiła utworzenie programu Kulwicki Driver Development Program, aby pomóc lokalnym kierowcom w pozyskiwaniu funduszy sponsorskich. Do programu zakwalifikowali się: Ty Majeski (2015), Alex Prunty (2016), Cody Haskins (2017), Brett Yackey (2018), Jeremy Doss (2019), Luke Fenhaus (2021) i Dylan Zampa (2022).
2 lutego 2019 roku, Kulwicki trafił do Galerii Sław Nascar.

## Starty w NASCAR Winston Cup
Źródło.
| Rok          | Poz. | Punkty | Starty | Zwycięstwa | Top 5 | Top 10 | Śr. P. Startowa | Śr. P. Końcowa | Wygrana z bonusami |
| ------------ | ---- | ------ | ------ | ---------- | ----- | ------ | --------------- | -------------- | ------------------ |
| 1985         | 40   | 509    | 5      | 0          | 0     | 0      | 25.8            | 20.4           | 10 290$            |
| 1986         | 21   | 2705   | 23     | 0          | 1     | 4      | 22.2            | 15.8           | 94 450$            |
| 1987         | 15   | 3238   | 29     | 0          | 3     | 9      | 14.1            | 18.2           | 369 889$           |
| 1988         | 14   | 3176   | 29     | 1          | 7     | 9      | 10.1            | 19.2           | 448 547$           |
| 1989         | 14   | 3236   | 29     | 0          | 5     | 9      | 7.3             | 18.9           | 501 295$           |
| 1990         | 8    | 3599   | 29     | 1          | 5     | 13     | 11.9            | 14.6           | 550 936$           |
| 1991         | 13   | 3354   | 29     | 1          | 4     | 11     | 6.8             | 17.0           | 595 614$           |
| 1992         | 1    | 4078   | 29     | 2          | 11    | 17     | 10.6            | 10.6           | 2 322 561$         |
| 1993         | 41   | 625    | 5      | 0          | 2     | 3      | 15.8            | 15.0           | 165 470$           |
| Podsumowanie |      | 24,520 | 207    | 5          | 38    | 75     | 12.0            | 16.4           | 5 059 052$         |